# Andeka Gorrotxategi
Andeka Gorrotxategi (geboren 1977 in Abadiño, Provinz Bizkaia) ist ein baskischer Opernsänger der Stimmlage Lyrischer Tenor, der zahlreiche Preise gewann.

## Leben
Gorrotxategi begann seine Gesangsstudien bei Ana Begoña und wird heute gesangstechnisch von Elisabetta Fiorillo und Francisco Casanova begleitet. In der Saison 2008–09 sang er Mendelssohns Walpurgisnacht und den Faust in Boitos Mefistofele – beide Partien im Euskalduna Auditorium von Bilbo. Nach einer Reihe von Wettbewerben debütierte er 2011 – als Pinkerton in Puccinis Madama Butterfly – zuerst in Novara, dann am Donizetti Bergamo Festival. Diese Rolle, seine Paraderolle, sang er 2012 auch in Pamplona, schließlich 2013 auch am Teatro La Fenice von Venedig und am Teatro Bicentenario von León in Mexiko, 2014 auch in Sydney.
Sein Durchbruch in Spanien folgte 2012 – mit El Gato Montés von Manuel Penella am Teatro de la Zarzuela von Madrid und am Teatro Calderon von Valladolid. In diesem Jahr sang auch erstmals Massenets Werther im argentinischen La Plata und Donizettis Belisario in Bergamo. 2013 folgten Debüts am La Fenice (in Verdis I masnadieri), am Salzburger Landestheater (als Werther), in Sevilla und Oviedo (in El Gato Montés), als Cavaradossi in Puccinis Tosca in den römischen Terme di Caracalla und in Padua. Das Jahr 2014 verzeichnete Auftritte in Madrid und Lisboa, sowie das Rollendebüt als Don José in Bizets Carmen beim Festival von Manaus, sowie gleich anschließend am Teatro dell’Opera di Roma. Im September dieses Jahres debütierte der Sänger als Pollione in Bellinis Norma in Peking. Kommende Projekte führen den Künstler erstmals nach Torino und an die Sächsische Staatsoper Dresden sowie wiederum nach Madrid.
Im Sommer 2015 debütierte er als Sänger im Rosenkavalier bei den Salzburger Festspielen, es inszenierte Harry Kupfer, es dirigierte Franz Welser-Möst.

## Kritik
„Andeka Gorrotxategui als Werther hat famose Ausstrahlung: kräftig die Linie, markant die unangestrengte Spannung der vokalen Bögen, von brustiger, bronzener Leuchtkraft die Farbe der Stimme, mühelos strahlend, geschmeidig und ohne Druck die Höhe: eine Leistung, die vom ersten Moment an in den Bann zieht.“

## Auszeichnungen
- Erster Preis der “Singing Competition” – Logroño, 2006
- Dritter Preis der “Manuel Ausensi Competition” – Barcelona, 2006
- Zweiter Preis der “International Singing Competition” – Bilbao, 2006
- Erster Preis der “Luis Mariano Competition” – Irún, 2007
- Dritter Preis der “International Opera Competition” – Marseille, 2007
- Dritter Preis der “Manuel Ausensi Competition” – Barcelona, 2009
- Erster Preis der “International Zarzuela Competition Ana María Iriarte” 2010